# Wera Andrejewna Richter
Wera Andrejewna Richter (russisch Вера Андреевна Рихтер; * 28. August 1936 in Jerewan; † 7. Februar 2015 in St. Petersburg) war eine sowjetische bzw. russische Entomologin.

## Leben
Richter, Tochter der Entomologen Andrei Richter (1911–1950) und Margarit Ter-Minasjan (1910–1995), schloss ihr Studium  an der Universität Leningrad (LGU) 1958 am Lehrstuhl für Entomologie mit Auszeichnung ab. Bereits als Studentin veröffentlichte sie zwei Fachartikel über Buntkäfer.
Ab 1958 war Richter wissenschaftliche Mitarbeiterin des Leningrader Zoologie-Instituts der Akademie der Wissenschaften der UdSSR (AN-SSSR, seit 1991 Russische Akademie der Wissenschaften (RAN)). Sie studierte im Laboratorium bei Alexander Stackelberg die Raubfliegen und Bohrfliegen der Zweiflügler-Familie. 1963 wurde sie Aspirantin und  verteidigte 1965 ihre Dissertation über die Raubfliegen des Kaukasus mit Erfolg für die Promotion zur Kandidatin der biologischen Wissenschaften. Sie nahm an zahlreichen Expeditionen teil und bereicherte die Sammlungen des Zoologie-Instituts. 1979 wurde sie Mitglied des Rats und des Präsidiums der Allrussischen/Russischen Entomologischen Gesellschaft. Sie verteidigte 1988 ihre Doktor-Dissertation über die morphologischen und biologischen Besonderheiten der Evolution der Raupenfliegen in der Paläarktis und die Systematik dieser Familie mit Erfolg für die Promotion zur Doktorin der biologischen Wissenschaften. Sie wurde 2003 zur Professorin ernannt.
Richter starb am 7. Februar 2015 nach einem Schlaganfall eine Woche vorher.